# Risto Niini
Risto Ilmari Niini, född 16 januari 1907 i Björneborg, död 20 april 1968 i Helsingfors, var en finländsk fysiker. Han var bror till Eino och Aarno Niini,
Niini blev student 1926, filosofie kandidat 1930, filosofie licentiat 1939 och filosofie doktor 1941. Han var docent i teoretisk fysik vid Helsingfors universitet 1940–1950, överlärare i allmänna ämnen vid Helsingfors tekniska läroanstalt 1945–1950 och blev e.o. professor i teoretisk fysik vid Helsingfors universitet 1950. Han var som forskare intresserad av biologi och jordklotets uppkomst, inom vilket ämne han skrev verket Kondensation des Wasserdampfes bei der Abkühlung des Erdballs (1932, flera upplagor). Han publicerade vidare bland annat boken Aine ja energia (1952).